# Луций Фламиний Кхилон
Луций Фламиний Кхилон (на латински: Lucius Flaminius Chilo) e политик на късната Римска република през 1 век пр.н.е. по време на убийството на Цезар.
Произлиза от фамилията Фламинии. През 44 пр.н.е. Ноний Аспренат e народен трибун. Консули тази година са Гай Юлий Цезар и Марк Антоний.